# Shira Haas
Shira Haas (en hebreo: שירה האס‎; Tel Aviv, 11 de mayo de 1995) es una actriz israelí. Inicialmente se hizo conocida en su país por papeles principales en películas dramáticas y programas de televisión israelíes, antes de recibir elogios internacionales por su actuación en la miniserie de Netflix Unorthodox (2020). Tras optar en cuatro ocasiones a un premio de la Academia Israelí de Cine y Televisión, finalmente lo ganó por su interpretación como actriz de reparto en Noble Savage (2018).

## Biografía

### Primeros años
Shira Haas nació el 11 de mayo de 1995 en Tel Aviv, Israel, en el seno de una familia judía. Sus padres, ambos sabras, son de ascendencia polaca, húngara y checa. Su abuelo, un superviviente del Holocausto, fue enviado al campo de concentración de Auschwitz durante la Segunda Guerra Mundial. Con tan solo un año, Shira se trasladó con su familia a vivir a Hod HaSharon, donde pasó la mayor parte de su infancia. A la edad de tres años, le diagnosticaron cáncer de riñón, del que se recuperó dos años después tras recibir una serie de tratamientos de fuerte impacto. El 3 de agosto de 2022, su madre Ariela "Leah" Haas murió de cáncer, después de semanas en un hospicio, a los 61 años.
Con 14 años, comenzó su participación en obras del Teatro Cámeri como Ghetto y Ricardo III. Hizo su debut televisivo en 2013 como Ruchama Weiss en la serie dramática Shtisel. Haas estaba estudiando Teatro en el Instituto de las Artes Thelma Yellin de la ciudad costera Guivatayim cuando se puso en contacto con ella, a través de un mensaje de Facebook, la directora de casting Esther Kling, quien la animó a presentarse a la audición para el papel principal de la película Princess (2014). Ese papel supuso su debut en el cine, a la edad precoz de 19 años, y por él recibió críticas laudatorias de The New York Times, por "una interpretación principal verdaderamente destacada", y de The Hollywood Reporter, por adaptarse a la perfección a un personaje de 12 años "con su constitución pequeña y tez suave, como la de un bebé". Por ese papel ganó los premios a la Mejor Actriz tanto del Festival de Cine de Jerusalén como del Festival Peace & Love. También recibió una nominación a la Mejor Actriz Principal en los Premios Ophir de la Academia Israelí de Cine y Televisión.

### 2015–2017: debut en Hollywood
Haas hizo su primera aparición en una película internacional cuando interpretó el papel de la joven Fania en Un cuento de amor y oscuridad (2015), en el debut como directora de Natalie Portman. También trabajó junto a Jessica Chastain en Un refugio inesperado (2017), de Niki Caro, tras realizar una audición por Skype y, por ello, la invitaron al reconocido programa The Today Show en 2016. Haas recibió su segunda nominación a la Mejor Actriz de Reparto de la Academia Israelí de Cine y Televisión por Foxtrot (2017), filme incluido en la lista de nominados al premio a mejor película internacional en la 90.º entrega de los Premios Óscar. Haas también interpretó a Leah en la adaptación de la película María Magdalena, de Garth Davis (2018).
A principios de 2018, Haas ya había cosechado grandes éxitos por su participación en programas de televisión emitidos en el horario de máxima audiencia israelí: Shtisel (2013–2016), El joyero (2015), Hazoref (2015), El principio de cambio (2016), Harén (2017) y El director (2018). En los Premios de la Academia Israelí de Cine y Televisión, Haas contaba con dos nominaciones, a la Mejor Actriz Principal por Espejos Rotos (2018) y a la Mejor Actriz de Reparto por Noble Savage (2018), en la última de las cuales resultó vencedora. En febrero de 2019, entró en la versión israelí de la lista "30 under 30", de Forbes, antes de aparecer al lado de Harvey Keitel en la segunda película bíblica de su carrera cinematográfica: Esau (2019).

### 2020–presente: despegue internacional conUnorthodox
Haas llegó a Berlín dos meses antes del rodaje de la miniserie Unorthodox (Poco ortodoxa), de Netflix, para estudiar idish, lengua principal de la obra. Entre otras tareas de documentación y preparación, Haas tuvo que afeitarse la cabeza para representar a Esther "Esty" Shapiro, una joven de 19 años que se escapa de un matrimonio concertado y huye de la comunidad ultraortodoxa judía Satmar de Williamsburg, Brooklyn (Nueva York). Por su trabajo en la miniserie, James Poniewozik, de The New York Times, describió a Haas como "un fenómeno de expresividad y magnetismo". Por su parte, Sheena Scott, de Forbes, escribió que Haas "ofrece una interpretación increíble, llena de sutileza, en la que se refleja tanto los instantes de felicidad como la lucha interior constante del personaje, sin la necesidad de palabras". Asimismo, Hank Stuever, de The Washington Post, indicó que "al papel le regala una luminiscencia de peso y vulnerabilidad".
Haas participa además, al lado de Alena Yiv, en el filme israelí Asia (2020), en el papel de una skater con diversidad funcional. Esta película iba a estrenarse en el Festival de cine de Tribeca de 2020, cosa que no ocurrió debido a la pandemia de COVID-19.
En 2023 coprotagonizó la miniserie de Netflix Bodies, en el papel de la detective Iris Maplewood.

## Vida personal
Shira Haas vive en Tel Aviv. Tiene más de 200.000 seguidores en Instagram, 82 % de los cuales fueron conseguidos tras el estreno de Unorthodox.

## Filmografía

### Cine
| Año  | Título                           | Papel                   | Notas                                                                                                   |
| ---- | -------------------------------- | ----------------------- | --- |
| 2014 | Princess                         | Adar                    | Papel principal Premio de la Academia Israelí de Cine y Televisión a la Mejor Actriz Principal—Nominada |
| 2015 | Un cuento de amor y oscuridad    | Fania (joven)           | |
| 2017 | Foxtrot                          | Alma                    | Premio de la Academia Israelí de Cine y Televisión a la Mejor Actriz Principal de Reparto—Nominada      |
| 2017 | The Zookeeper's Wife             | Urszula                 | |
| 2018 | María Magdalena                  | Leah                    | |
| 2018 | Noble Savage                     | Anna                    | Premio de la Academia Israelí de Cine y Televisión a la Mejor Actriz de Reparto                         |
| 2019 | Espejos rotos                    | Ariela                  | Papel principal Premio de la Academia Israelí de Cine y Televisión a la Mejor Actriz Principal—Nominada |
| 2019 | Esau                             | Leah                    | |
| 2020 | Asia                             | Vika                    | Papel principal                                                                                         |
| 2025 | Captain America: Brave New World | Ruth Bat-Seraph / Sabra | |

### Televisión
| Año           | Título                     | Papel          | Notas                                          |
| ------------- | -------------------------- | -------------- | ---------------------------------------------- |
| 2013–2016     | Shtisel                    | Ruchami Weiss  | En todos los 24 episodios                      |
| 2015          | Hazoref                    | Sofi           | En todos los 7 episodios                       |
| 2016          | Ikaron HaHachlafa          | Salame         | Miniserie televisiva; en todos los 3 episodios |
| 2017          | Harén                      | Tamar          | En todos los 8 episodios                       |
| 2018          | HaMenatzeah                | Odi            | En todos los 10 episodios                      |
| 2020          | Unorthodox (Poco ortodoxa) | Esther Shapiro | Papel principal; miniserie de Netflix          |
| 2023          | Bodies (Cadáveres)         | Iris Maplewood | 8 episodios; miniserie de Netflix              |
| 2024-presente | Night Therpay              | Yasmin         | 8 episodios                                    |

## Premios y nominaciones

### Premios de la Academia Israelí de Cine y Televisión
| Año  | Premio                         | Categoría               | Trabajo nominado | Resultado | Ref.   |
| ---- | ------------------------------ | ----------------------- | ---------------- | --------- | ------ |
| 2014 | Premios de la Academia israelí | Mejor Actriz Principal  | Princess         | Nominada  | [ 45 ] |
| 2017 | Premios de la Academia israelí | Mejor Actriz de Reparto | Foxtrot          | Nominada  | [ 27 ] |
| 2018 | Premios de la Academia israelí | Mejor Actriz de Reparto | Noble Savage     | Ganadora  | [ 30 ] |
| 2018 | Premios de la Academia israelí | Mejor Actriz Principal  | Espejos rotos    | Nominada  | [ 30 ] |

### Otros premios
| Año  | Premio                        | Categoría                            | Trabajo nominado | Resultado | Ref.   |
| ---- | ----------------------------- | ------------------------------------ | ---------------- | --------- | ------ |
| 2014 | Festival de cine de Jerusalén | Mejor Actriz                         | Princess         | Ganadora  | [ 46 ] |
| 2015 | Festival de cine P&L, Suecia  | Mejor Actriz                         | Princess         | Ganadora  |        |
| 2020 | Primetime Emmy Award          | Mejor actriz - Miniserie o telefilme | Unorthodox       | Nominada  | [ 47 ] |